# Lánczy Leó
Lánczy Leó (Pest, 1852. május 10. – Budapest, Terézváros, 1921. január 26.) közgazdász, a Pesti Magyar Kereskedelmi Bank elnöke, iparkamarai elnök, szabadelvű országgyűlési képviselő, főrendiházi tag, valóságos belső titkos tanácsos.

## Családja, származása
Apja sikeres pesti kereskedő volt Lazarsfeld Adolf néven, majd 1861-ben magyarosította nevét Lánczy Adolfra. Tehetős emberként magas szintű képzést tudott biztosítani fiainak (Leónak, Gyulának) és leányának. Édesanyja Pollák Katalin. Lánczy Gyulából tudós lett, a budapesti tudományegyetem történészprofesszora. A fiatalabbikat, Leót reáliskolába íratta apja. 1866-tól a budapesti Kereskedelmi Akadémia hallgatója lett, két év múlva azonban otthagyta az iskolát, és beállt a Latzko és Gomperg céghez.

## Pályafutása
Lánczyt felvették az 1868-ban alapított Angol-Magyar Bankhoz, ahol gyorsan lépkedett felfelé a ranglétrán. Húszévesen már a könyvviteli osztály főnöke volt. Utazgatott a bank budapesti fiókja és a londoni központ között, és többet tanult, mint bármilyen egyetemen. Az 1873-as pénzügyi válság tönkretette az Angol-Magyar Bankot, az anyavállalat bezárta budapesti fiókját.
A Magyar Általános Földhitel Rt.-hez kerülve, annak vezérigazgatója lett. A francia tulajdonosokat rávette, hogy engedélyezzék a részvénytársaság fúzióját a válságból nehezen kilábaló Pesti Magyar Kereskedelmi Bankkal, így egy nagy múltú pénzintézetet szerezhetnének. Ennek megtörténte után, 1881-ben a Pesti Magyar Kereskedelmi Bank vezérigazgatója, majd elnöke lett. Itt bontakozott ki közgazdasági tehetsége. Rendszeresítette külföldön a magyar záloglevélhitelt, a magyar bank- és hiteléletet pedig teljesen függetlenítette a bécsitől, s a magyar építkezést és vállalkozást is gyors tempóban előmozdította. Lánczy igazgatói működésének két évtizede alatt a betétállomány növelése érdekében sorra nyitotta a bankfiókokat. 1916-ban csak a fővárosban 16 helyen működött Kereskedelmi Bank-fiók. A külföldi kötvénykibocsátásokkal bevont tőke finanszírozta a Magyar Helyiérdekű Vasút Rt., a Budapesti Városi Villamos Vasút Rt., a Budapesti Közúti Vaspálya Rt. programjában meghirdetett vasútépítkezéseket. Lánczy biztosította ezenfelül a budapesti telefonhálózat pénzügyi feltételeit is: 1886-ban félmillió forint kölcsönnel sietett a halódó Puskás Tivadar és Tsai cég segítségére, majd Baross miniszter kedvéért még 1897-ig finanszírozta a veszteséges céget. A legjelentősebb eredmény azonban az volt, hogy a Pesti Magyar Kereskedelmi Bank olyan tőkét és betéti állományt halmozott fel, ami a hitelkihelyezések útján lehetővé tette Budapest iparának és kereskedelmének fellendítését. Az első világháború alatt Heinrich Ferenccel a hadigazdálkodás megszervezője volt.
Közgazdasági tevékenységéből különösen említésre méltó a nagy iparvállalatok megalapításának lehetővé tétele, a Helyiérdekű Vasút létesítése, a községi kötvények megteremtése, a Vámpolitikai Központ alapítása. Évtizedeken át, folyamatosan tette közzé a közgazdasági helyzetről ismertetéseit a Pester Lloydban.
Részt vett a Vígszínház felépítésében. A telekvásárláshoz és az építéshez hiányzó kölcsönt három bank adta, amelynek vezérigazgatói – Széll Kálmán, Lánczy Leó és Hatvany-Deutsch Sándor – helyet foglaltak a Vígszínház Részvénytársaság igazgatóságában.

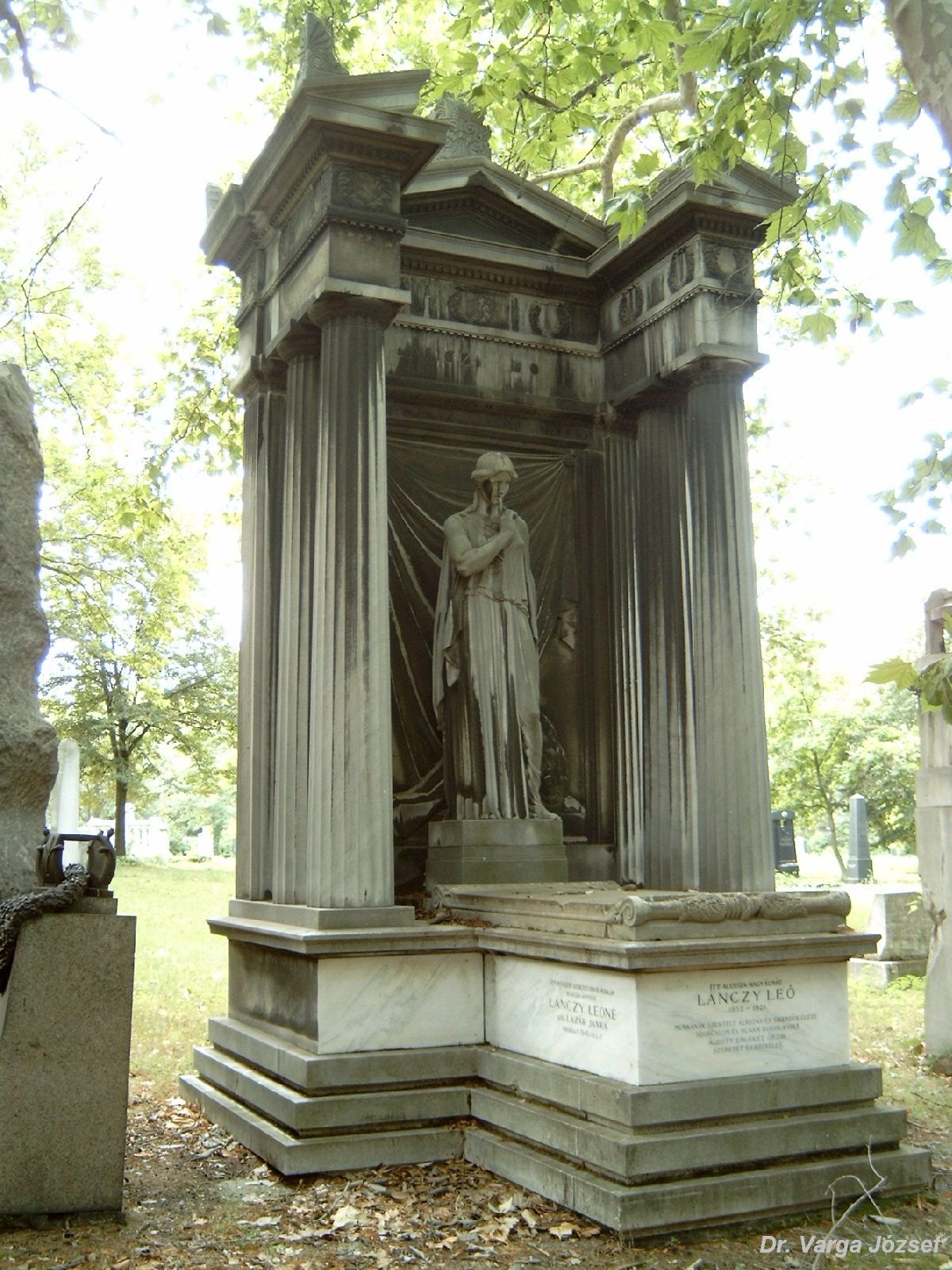
Lánczy Leó sírja Budapesten. Kerepesi temető: 19/1-1-2. Telcs Ede alkotása.

## Közéleti munkássága, kitüntetései
Érdemeiért 1893-ban a Budapesti Kereskedelmi és Iparkamara elnökévé választotta. 1901-ben a kamara új székházat épített az Országház szomszédságában, az Alkotmány utcában, csillogó épületében ma a Gazdasági Minisztérium működik. Huszonhét éven át volt a kamara elnöke. 1893-ban a csacai kerületben időközi választáson lett országgyűlési képviselő. Az 1896-os választásokon Miskolc északi kerületéből jutott be. Az 1901-es választásokig volt országgyűlési képviselő a Szabadelvű Párt színeiben. A törvényhozásban a politikai csatározásoktól távol maradt, mandátumát arra használta, hogy a kereskedelem érdekeit támogassa.
Később elnyerte az udvari tanácsosi címet, 1905-től főrendiházi tag, később a delegáció tagja, 1912-ben valóságos belső titkos tanácsos lett.
Sírja a Kerepesi temetőben található, Telcs Ede műve. Sírfelirata: „Munkának szentelt alkotás és sikerdús élete szorgalom és munka diadala volt. Áldott emlékét őrzik szeretet és kegyelet.”